# Kim Philby
Pour les articles homonymes, voir Philby.

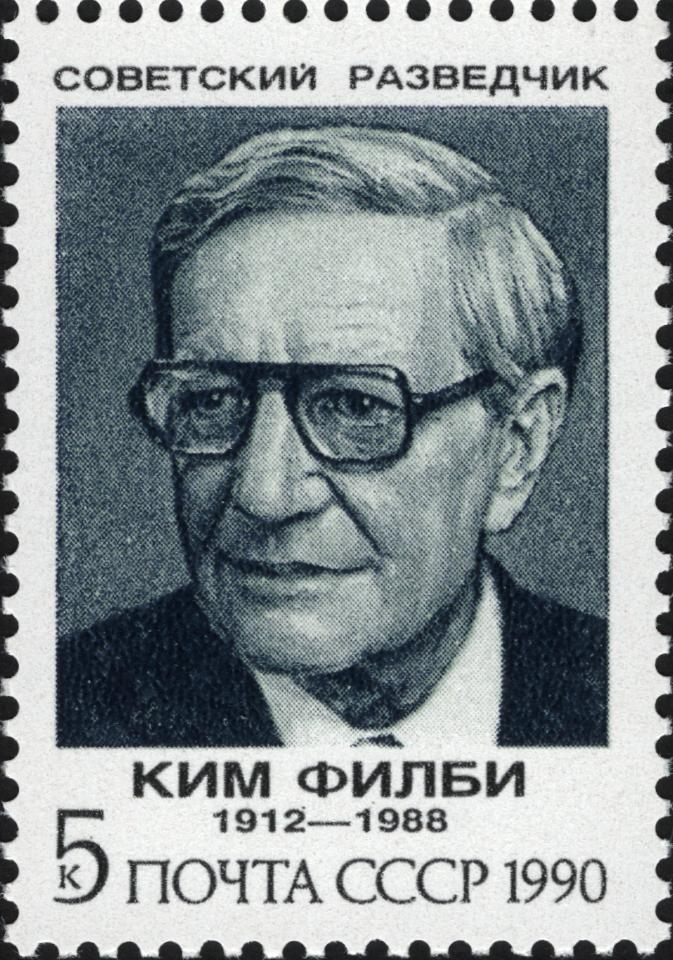
Timbre soviétique à l'effigie de Kim Philby (1990).

Harold Adrian Russell Philby dit Kim Philby est un important officier du Secret Intelligence Service (SIS ou MI6) britannique, né le 1er janvier 1912 à Ambala (Indes britanniques) et mort le 11 mai 1988 à Moscou (Union soviétique).
Il devient célèbre lorsqu'il s'avère qu'il a été un agent des services de renseignement soviétiques tout le long de sa carrière. 

## Biographie

### Jeunes années
Kim Philby est le fils de St. John Philby (1885-1960), un orientaliste, arabisant, diplomate et espion, cousin de Bernard Montgomery, qui a été le grand rival du colonel T. E. Lawrence, avant de devenir « l’inventeur » d’Abdelaziz ibn Saoud, le fondateur de l'Arabie saoudite, puis son éminence grise. John Philby est dans les années 1930 un sympathisant du nazisme.
Charmant, brillant, bègue, Kim entre en 1929 au Trinity College de Cambridge pour y étudier l’histoire puis l’économie. Il y rencontre des étudiants qui formeront avec lui le Groupe de Cambridge ou Magnificent Five (Donald Maclean, Guy Burgess, Anthony Blunt et John Cairncross). Des intellectuels comme George Bernard Shaw ou George Orwell, à l'époque très favorables au communisme, ont eu une influence très forte sur toute cette génération. Trésorier de la Cambridge Socialist Society, il est remarqué en 1930 par l'un de ses professeurs, communiste, Maurice Dobb. 
En 1933, après ses études, il se rend en Europe. À Vienne, il travaille comme courrier pour le parti communiste autrichien clandestin et rencontre la militante Alice « Litzi » Friedmann (en). Ils se marient le 24 février 1934 (certaines sources citent comme témoins Hugh Gaitskell et Teddy Kollek). 
Kim rentre à Londres avec Litzi en mai 1934. Il est remarqué par Edith Tudor-Hart, agent soviétique et amie de Litzi, qui le présente à son supérieur, Arnold Deutsch. Deutsch avait établi une stratégie de recrutement de jeunes étudiants de haute volée issus des meilleures universités. Ces recrues devaient abandonner en apparence leurs convictions communistes pour infiltrer les allées du pouvoir. Philby est la première de ces recrues et contribue au recrutement des quatre autres « espions de Cambridge. »
Ses premières années comme agent soviétique sont peu productives. Début 1937, il est envoyé sous couverture de journaliste indépendant chez les Nationalistes de la guerre d'Espagne pour tenter d'assassiner leur leader, Franco, qu'il n'arrive pas à approcher. Philby devient correspondant pour le Times et manque d'être tué par un obus tiré par les Républicains, ce qui lui vaut d'être décoré par le Caudillo de la croix de l'ordre du Mérite militaire en 1938. À ce moment, la priorité des services soviétiques est devenue l'élimination des trotskystes dans le camp républicain, et le projet d'assassiner Franco est abandonné.

### Seconde Guerre mondiale
En septembre 1939, peu après l'éclatement de la Seconde Guerre mondiale, Alice et Kim divorcent. De septembre 1939 à juin 1940, pendant les neuf premiers mois de la guerre, il est correspondant du Times auprès du quartier général de l'armée britannique (British Expeditionary Force) en France à Arras. 
Début 1940, Walter Krivitsky, un ancien responsable de l'espionnage soviétique en Europe, est interrogé par le contre-espionnage intérieur britannique, le MI5. Ses informations démasquent comme agent soviétique le capitaine John Herbert King, du service du Chiffre du Foreign Office (le ministère des Affaires étrangères britannique), qui est arrêté et condamné à dix ans de prison. Krivitsky signale un autre espion au sein du Foreign Office, avec trop peu d'éléments pour l'identifier : il s'agit de Donald Maclean, qui ne sera pas découvert avant 1951. 
Après la débâcle alliée de juin 1940, Philby entre comme instructeur au Special Operations Executive (SOE). En septembre 1941, Philby intègre la section V (contre-espionnage) du Secret Intelligence Service (SIS), le service de renseignement britannique, plus connu sous le nom de MI6. Il profite de son poste pour emprunter les fichiers des agents du SIS pour les faire photographier par son officier traitant soviétique. À Moscou, le service de renseignement est surpris que Philby rapporte que le SIS n'a pas de réseau d'agents en Russie. Tenant pour acquis que le Royaume-Uni est l'un des grands ennemis de l'URSS, au souvenir des nombreuses victimes des Grandes Purges ayant « avoué » (sous la torture) être des agents britanniques, Moscou suspecte jusqu'à l'été 1944 que les cinq de Cambridge soient des agents doubles contrôlés par les services britanniques.
À l'automne 1944, Philby manœuvre pour être nommé chef de la section IX du SIS, chargée de la recherche et de l'analyse du renseignement concernant les activités d'espionnage et de subversion soviétiques et communistes hors du Royaume-Uni. L'homme qui est au centre des efforts britanniques pour contrer l'espionnage soviétique est donc un agent soviétique.

### Après-guerre
Konstantin Volkov était, sous couverture de vice-consul, un officier du NKGB à Istanbul. En août 1945, il demande aux Anglais à passer à l'Ouest. En échange de l'asile, il offre les informations qui permettraient d'identifier plusieurs espions importants du NKGB dans le ministère des Affaires étrangères et les services de renseignement du Royaume-Uni, dont probablement Burgess, Maclean et Philby. La proposition arrive à Londres sur le bureau du chef de la section du contre-espionnage antisoviétique, c'est-à-dire Philby lui-même. Philby prévient Moscou. Lorsqu'il arrive en Turquie pour organiser la défection de Volkov, celui-ci a déjà été rapatrié de force en URSS où, interrogé, il avoue sa trahison et est exécuté.
Presque simultanément, Igor Gouzenko, chiffreur du GRU à l'ambassade soviétique d'Ottawa, fait défection avec une centaine de documents dévoilant que le GRU dispose d'agents dans les institutions canadiennes et d'un autre dans un laboratoire atomique anglo-canadien, le britannique Alan Nunn May (en). Les échanges canado-britanniques concernant l'affaire passent par les canaux du SIS ; à Londres, ils sont principalement gérés par Philby. Ce dernier tente de limiter leur impact, mais il ne peut empêcher ni le retentissement politique de l'affaire ni la poursuite des enquêtes contre les agents identifiés. 
En novembre de la même année, un membre-clé des réseaux d'espionnage soviétique aux Etats-Unis, Elizabeth Bentley (en), dévoile sa carrière au FBI et nomme des dizaines de sources. Le FBI partage ses informations avec Londres, où Philby les donne au NKGB. Cela permet à ce dernier d'avertir ses agents des enquêtes imminentes et de préparer leurs démentis. Aucun ne parlera honnêtement de ses activités pour le renseignement soviétique.

### Istanbul
En 1947, Philby est nommé chef de la station du SIS à Istanbul en Turquie. Ce poste est beaucoup moins intéressant pour ses activités pour le compte de Moscou car il n'y a connaissance que des activités concernant sa station. Philby continue néanmoins à saboter comme il peut les intérêts du SIS. Ainsi, les services de sécurité turcs lui permettent d'interroger Ismail Akhmedov, lieutenant-colonel du renseignement militaire soviétique réfugié en Turquie depuis 1942. Philby l'interroge pendant neuf jours, mais diffère pendant six mois l'envoi à Londres d'un compte-rendu de seulement trente-neuf pages. Philby participe aussi au montage d'opérations du SIS, nom de code Climber, visant à infiltrer des exilés géorgiens en Géorgie soviétique. Lors de la première opération en 1948, les deux exilés sont tués sur la frontière dans des circonstances obscures. Lors d'une seconde, en août 1949, un émigré géorgien recruté à Paris parvient à franchir la frontière et rester pendant deux semaines en URSS avant d'en revenir avec des renseignements limités.

### Washington
En octobre 1949, Philby devient l'officier de liaison du SIS à Washington. À ce poste, il est informé de la plupart des échanges entre le SIS et les différents services de renseignement américains. Il suit notamment les enquêtes qui découlent des décryptages de messages soviétiques par le projet Venona. Peu après son arrivée, Philby avertit Moscou qu'un autre espion dans la recherche atomique, Klaus Fuchs, a été identifié, ce qui permet aux Soviétiques d'avertir certains contacts de Fuchs de fuir avant qu'ils ne soient arrêtés. Philby est également informé de l'opération Valuable organisée par le SIS puis par la CIA pour renverser le régime communiste en Albanie. Après la découverte de sa trahison, Philby a parfois été accusé d'être responsable de l'échec de cette opération. C'est exagéré, car les infiltrations en Albanie avaient mal tourné dès le début, avant qu'il ne soit informé des détails. Le manque de précautions parmi les exilés albanais impliqués, et leur infiltration par les services de sécurité communistes, ont probablement joué un plus grand rôle dans l'échec de l'opération. Philby a, en revanche, probablement contribué de manière déterminante à l'échec des infiltrations d'exilés en Ukraine à partir d'avril 1951 : pour coordonner leurs actions, le SIS et la CIA se communiquaient les dates et les positions géographiques précises des parachutages. Les exilés étaient tués ou capturés dès leur atterrissage.
À l'été 1950, Philby est rejoint à Washington par son complice Guy Burgess, alors diplomate. Il l'héberge chez lui en espérant contrôler ses frasques et l'utilise comme courrier avec son officier traitant soviétique. À cette époque, des décryptages « Venona », de messages émis en 1944, montrent que les Soviétiques avaient alors un agent (nom de code Homer, pour Homère) qui leur transmettait à Washington des télégrammes secrets du Foreign Office. Les enquêteurs ont initialement peu d'indices quant à cet agent. Philby devine qu'il s'agit de Maclean, qui a été en poste à Washington de 1944 à 1948. Moscou ordonne de garder Maclean en place le plus longtemps possible. En avril 1951, les enquêteurs identifient finalement Homer comme étant Maclean. Philby utilise Burgess, qui vient de recevoir l'ordre de rentrer en Angleterre après un nouvel excès, comme messager pour prévenir Maclean et la résidence soviétique de Londres. Moscou estime que Burgess est aussi épuisé et décide d'exfiltrer les deux agents. Le 25 mai 1951, Maclean et Burgess embarquent pour la France, passant derrière le rideau de fer, hors de portée des autorités occidentales.

### Suspicions et démission
Cette disparition soudaine surprend les services de sécurité anglo-américains, qui suspectent que les deux diplomates disparus ont été alertés de l'enquête. Les soupçons se portent sur Philby, l'une des rares personnes mobilisées dans l'enquête sur Maclean et anciennement hôte de Burgess. Le directeur de la CIA déclare au SIS qu'il n'accepte plus Philby comme officier de liaison, ce qui entraîne son rappel à Londres, où il est poussé à démissionner. Le MI5 l'interroge, mais Philby n'avoue rien. Il est soutenu par nombre de ses collègues du SIS, qui ignorent les raisons exactes des suspicions.
En 1954, le résident du KGB en Australie Vladimir Petrov (en) passe à l'Ouest, apportant le premier témoignage que les « diplomates disparus » sont passés en URSS. Ses révélations publiques relancent les suppositions que Burgess et Maclean ont été prévenus par un « troisième homme. » Les autorités britanniques se sentent obligées en septembre 1955 de publier un livre blanc sur la défection de Burgess et Maclean, mais il ne fait aucune référence à un éventuel complice. Le 23 octobre, le Sunday News de New York nomme Philby comme le « troisième homme. » Deux jours plus tard, le député Marcus Lipton accuse aux Communes le premier ministre de couvrir Philby. Harold Macmillan, secrétaire d'État aux Affaires étrangères, répond qu'il n'a « aucune raison de conclure que M. Philby a trahi les intérêts de ce pays. » Philby donne ensuite une conférence de presse où il dément avec beaucoup d'aplomb être le troisième homme, déclarant notamment « la dernière fois que j'ai parlé à un communiste, en sachant que c'en était un, remonte à 1934. »

### Beyrouth
Philby s’installe à Beyrouth en août 1956 comme correspondant de The Observer et de The Economist. Il y retrouve son père, St. John Philby. Simultanément, il est utilisé par le SIS comme agent au Moyen-Orient, mais il ne redeviendra jamais un officier du service. Il séduit Eleanor Brewer, la femme du correspondant du New York Times, Sam Pope Brewer. En 1957, la deuxième épouse de Philby, Aileen Furse, restée au Royaume-Uni et mère de ses cinq enfants, meurt. Philby épouse Eleanor en 1959. 
En 1962, l'enquête du MI5 fait une avancée déterminante lorsque Flora Solomon révèle que Philby a tenté de la recruter comme agent soviétique avant la guerre. Nicholas Elliott, ami et ancien collègue de Philby au SIS, l'interroge avec cette information à Beyrouth début 1963, en lui promettant l'immunité en échange de ses aveux. Philby fait une fausse confession où il prétend avoir arrêté de travailler pour les Soviétiques en 1946, mis à part l'avertissement envoyé à Maclean en 1951. Les chefs du MI5 et du SIS semblent l'avoir cru, le premier assurant au FBI que Philby n'a plus trahi après cette date. Moins d'une semaine plus tard, Philby disparaît subitement. Il s'installe définitivement en Union soviétique.

### Moscou

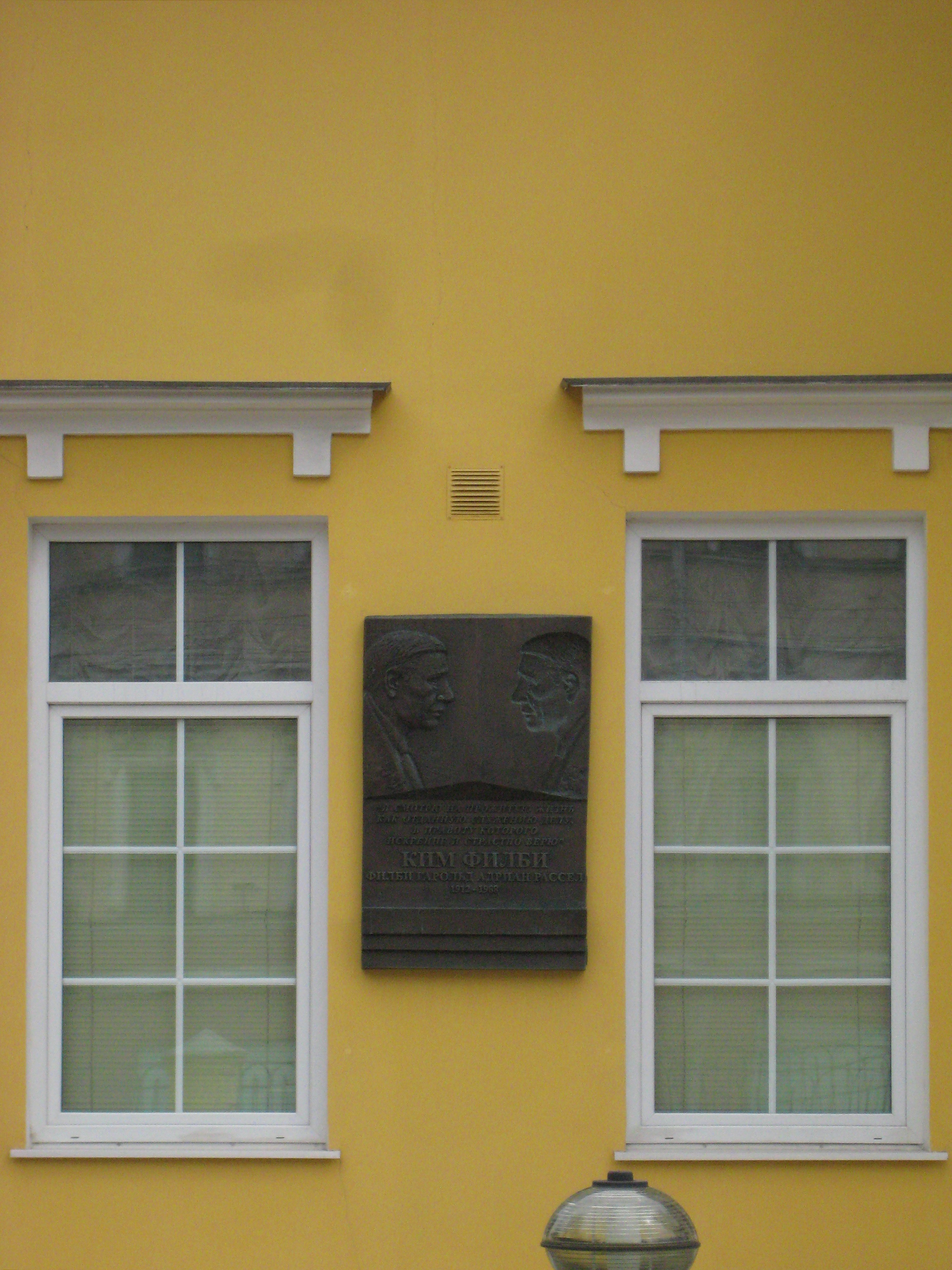
Plaque apposée en 2010 à Moscou en mémoire de Philby, sur la façade de l'hôtel particulier Abrikossov (bureau de presse du Service des renseignements extérieurs de la fédération de Russie).

Selon des rumeurs, le gouvernement britannique l'aurait laissé filer pour éviter un nouveau procès à scandale après celui de George Blake ; d'autres rumeurs font de Philby un agent triple.[réf. souhaitée]
En juin, l'URSS déclare que Philby est à Moscou et qu'elle lui octroie la citoyenneté soviétique. Le KGB lui donne un appartement luxueux pour les standards soviétiques et un salaire. En septembre, Eleanor le retrouve à Moscou. L'année suivante, revenant des États-Unis où elle a renouvelé son passeport, elle découvre que Philby a une liaison avec la femme de Donald Maclean, Melinda. Eleanor le quitte définitivement et rentre aux États-Unis où elle meurt en 1968. En 1968, il publie un livre de mémoires, My Silent War (Ma guerre silencieuse). En 1970, il rencontre une Russe plus jeune que lui de vingt ans, Roufina Poukhova (en), qu'il épouse l'année suivante. 
Malgré son statut de personnage officiel, le KGB se méfie de lui et le cantonne dans un rôle de représentation. Quatorze années s'écoulent avant qu'il ne soit invité au quartier général du KGB où Mikhaïl Lioubimov l'aide à obtenir le poste de formateur des agents à la façon de s'insérer dans la société anglaise.
En 1986, Philby accepte une interview de la BBC au cours de laquelle il fait le bilan de sa vie : il confie que son passage au marxisme est dû à l'influence de ses professeurs et au danger de la montée du nazisme (ce qu'il a exprimé dans ses mémoires, Ma guerre silencieuse), sentiment partagé par Burgess et par Maclean. Il prétend qu'il n'y avait pas de cellule communiste organisée par le GPU à Cambridge.[réf. souhaitée] Mort d'une crise cardiaque, Kim Philby est enterré à Moscou, au cimetière de Kountsevo.
Philby reste l'un des plus emblématiques transfuges de la guerre froide : sa morgue toute britannique, son snobisme, les responsabilités qu’il exerça et les dégâts considérables qu’il infligea au bloc occidental le démarquent des autres espions.

## Dans les arts et la culture populaire

### Filmographie

#### Cinéma
Deux films présentent un personnage inspiré de Philby :
- La Taupe, film sorti en 1984 ;
- Secrets d'État, film sorti en 2004.

#### Télévision

##### Séries
- 2022 : A spy among friends, relate la période suivant sa défection en URSS, notamment du point de vue des services secrets du Royaume-Uni. Il s'agit d'une adaptation romancée du livre éponyme de Ben Macintyre[22].

##### Documentaires
- 2022 : Petit Espionnage entre amis réalisé par Nick Tanner

### Littérature

#### Roman
- 1974 : La vie de Philby inspire le romancier John le Carré dans son écriture de La Taupe, premier volume de la trilogie de Karla, en 1974. En 2012, Robert Littell[23] publie une biographie romancée de Philby.
- 1984 : Kim Philby est présent dans le livre Le Quatrième Protocole de Frederick Forsyth et dans le film dérivé du livre, où il occupe un rôle limité à celui d'analyste et d'expert de la société anglaise pour l'URSS.
- 2005 : Aux côtés de toute une série de personnages historiques, il figure également dans le roman policier de fiction La Paix des dupes de Philip Kerr.
- 2022 : Il est mentionné dans le roman de Renaud S. Lyautey La Baignoire de Staline.
- 2024 : Kim et Philby et moi d’Emmanuel Villin.

### Bande dessinée
- 2002 : Kim Philby est mis en scène à la fin du cinquième album de la bande dessinée Harry Dickson, Échec au roi.
- 2007 : Il est un personnage récurrent de L'Histoire secrète.
- 2012 : Dans Jour J Tome Sur la route de Los Amolos et Opération Downfall, Kim Philby est également un agent double pour le KGB. Dans ces albums, il est chargé (avec d'autres agents du KGB) de capturer et d'exfiltrer Robert Oppenheimer. Il est découvert par Eliot Ness, ancien agent du FBI travaillant pour le compte du général Leslie Groves, qui est chargé de ramener Oppenheimer à Los Amolos pour terminer la bombe A avec le projet Manhattan.
- 2015 : Une série de trois albums parue chez Casterman, Les Cinq de Cambridge, raconte leur histoire.

### Musique
- Rory Gallagher, guitariste, chanteur et compositeur irlandais de blues-rock, s'inspire de la vie de Kim Philby pour écrire sa chanson Philby, de l'album Top Priority, sorti en 1978. Dans la version studio, Gallagher utilise une cithare électrique que Pete Townshend lui a prêtée, l'artiste souhaitant donner à sa chanson une sonorité russe.
- Kim Philby est cité dans le dernier couplet de la chanson Up on the catwalk du groupe écossais Simple Minds.

### Exposition
- En octobre 2017, une exposition[24] eut lieu à Moscou pour rendre hommage à l'espion britannique, faisant valoir son statut de héros en Russie.

#### Sources primaires
- Kim Philby, Ma guerre silencieuse [« My Silent War »], Paris, Robert Laffont, coll. « L'Histoire que nous vivons », 1968 — Les mémoires de Kim Philby, écrites à Moscou après sa défection, ouvrage teinté de désinformation par sa manière de dénigrer systématiquement les services de renseignements britanniques et américains[25]
- Eleanor Philby, Femme d'espion [« Kim Philby, the spy I loved »], Paris, Presses de la Cité, 1968
- Youri Ivanovitch Modine, Mes camarades de Cambridge : J'étais au KGB l'officier traitant de Philby, Burgess, Maclean, Blunt, Cairncross, Paris, Robert Laffont, 1994, 315 p. (ISBN 2-221-07600-1)
- David Smiley (trad. de l'anglais), Au cœur de l'action clandestine : des Commandos au MI6 [« Irregular Regular »], Sceaux, L'Esprit du Livre, 2008, 344 p. (ISBN 978-2-915960-27-3)  — L'auteur détaille les opérations de déstabilisation de l'Albanie (projet Valuable), dénoncées par Philby au KGB soviétique et à la Sigurimi albanaise

#### Sources secondaires basées sur les archives
- (en) Genrikh Borovik, The Philby Files, Londres, Little, Brown, 1994 — Ouvrage écrit avec accès au dossier du KGB sur Philby
- (en) Nigel West et Oleg Tsarev, The Crown Jewels : The British Secrets at the Heart of the KGB Archives, Londres, HarperCollins, 1998 — Ouvrage écrit avec accès aux dossiers de l'ex-KGB sur les espions de Cambridge, qui retranscrit certains documents du SIS passés aux Soviétiques par Philby
- Christopher Andrew et Vassili Mitrokhine, Le KGB contre l'Ouest 1917-1991 : Les archives Mitrokhine [« The Mitrokhine Archive: The KGB in Europe and the West »], Paris, Fayard, 2000, 982 p. (ISBN 978-2-213-60744-3) — Cet ouvrage contient d'autres extraits du dossier de Philby au KGB, venant de l'archive de Vassili Mitrokhine, et qui, contrairement à ceux dont l'ex-KGB autorise l'accès, montrent des ratés côté soviétique dans la manipulation des espions de Cambridge
- (en) Nigel West et Oleg Tsarev, TRIPLEX : Secrets from the Cambridge Spies, New Haven (Connecticut) et Londres, Yale University Press, 2009 — Collection de documents passés aux Soviétiques par les espions de Cambrdige, tirés des archives de l'ex-KGB

#### Autres sources secondaires
- E. H. Cookridge, La Vérité sur Philby, l'agent double du siècle [« The Third Man  »], Paris, Fayard, coll. « La guerre secrète », 1968
- Bruce Page, Phillip Knightley et David Leitch, Philby : l'Intelligence Service aux mains d'un agent soviétique [« Philby: The Spy Who Betrayed a Generation  »], Paris, Robert Laffont, coll. « L'Histoire que nous vivons », 1968
- Nicholas Bethell, La Grande trahison : le plus gros coup de l'agent Philby [« The Great Betrayal »], Paris, Flammarion, 1985 (ISBN 2-08-064774-1)  — Le « coup » en question est la trahison du projet Valuable par Kim Philby
- Christopher Andrew et Oleg Gordievsky, Le KGB dans le monde, 1917-1990 [« KGB: The Inside Story »], Paris, Fayard, 1990, 754 p. (ISBN 2-213-02600-9)
- Anthony Cave Brown (trad. de l'anglais), Philby père et fils : la trahison dans le sang [« Treason in the Blood  »], Paris, Pygmalion/Gérard Watelet, 1997, 695 p. (ISBN 2-85704-503-4)
- Ben Macintyre, L'espion qui trahissait ses amis [« A Spy Among Friends  »], Ixelles éditions, 2014, 399 p. (ISBN 978-2-87515-227-5)
- (de) Barbara Honigmann (trad. de l'allemand), L'Agent recruteur : roman [« Ein Kapitel aus meinem Leben »], Paris, Éditions Denoël, 2008, 169 p. (ISBN 978-2-2072-5966-5)

#### Source tertiaire
- (en) Hayden Peake, « The Philby Literature », dans Rufina Philby avec Mikhail Lyubimov et Hayden Peake, The Private Life of Kim Philby: The Moscow Years, New York, Fromm, 2000 (ISBN 0-88064-219-X), p. 295-400.